# مجرة قرصية

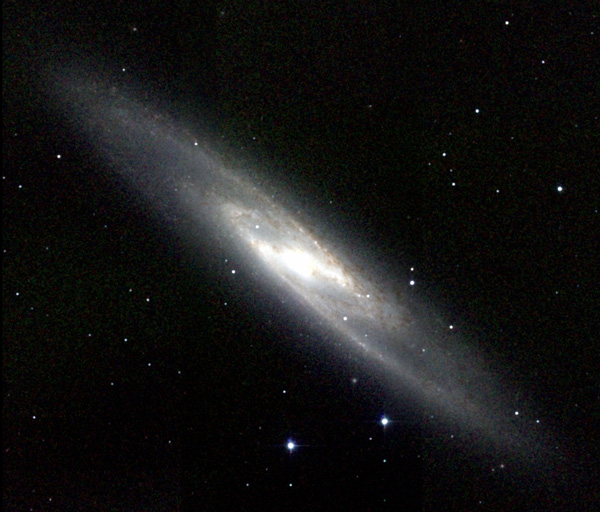
مجموعة مجرات النحات

المجرات القرصية (بالإنجليزية: Disc Galaxy) هي نوع من المجرات التي تتميز عن غيرها بقرص، وهو عدد من النجوم التي تدور حول المركز بشكل مسطح، هذه المجرات قد تحتوي أو لا تحتوي في مراكزها على منطقة شبيهة بالقرص (حويصلة مجرية).
المجرات القرصية تشتمل على:
- المجرات الحلزونية.
- المجرات الحلزونية غير المخططة أو غير المنتظمة.
- المجرات الحلزونية المخططة.
- المجرات الحلزونية المتوسطة.
- المجرات المحدبة.